# Pecera (película)
Pecera es una película documental uruguaya dirigida por Emiliano Grassi. Estrenada en Cinemateca en 2017. Pecera recorrió festivales de cine alrededor del mundo, generando satisfactorias repercusiones entre la crítica y los espectadores.

## Sinopsis
Pecera aborda el conflicto que comenzó en agosto de 2015 entre la empresa FRIPUR y trabajadores. A raíz del despido y las deudas que mantenía Fripur con sus trabajadores, parte de los funcionarios deciden ocupar la empresa en busca de una solución. En este contexto aparece Marlen, una mujer de 52 años que ha trabajado toda su vida en la empresa. Marlen nos lleva por cada rincón de una fábrica paralítica donde todos los rincones esconden historias. Ella y sus compañeras nos relatan los maltratos, la discriminación y el dolor del colectivo a la espera de una solución para su vida. La dicotomía entre las pésimas condiciones laborales y la necesidad imperiosa de volver a trabajar será una constante y un motivo de reflexión entre la protagonista y sus compañeros. Pecera documenta cómo es vivir un año y medio en una fábrica y busca que las voces de estas mujeres sean escuchadas.

## Contexto
En agosto de 2015, Fripur anunció el cese de sus actividades. En ese momento tenía 960 empleos directos y 600 indirectos, y estaba en crisis desde hacía varios años. Un año antes había entrado en concurso de acreedores, pero ningún inversor mostró interés en comprar la empresa, que en ese momento tenía un pasivo que se calculaba entre los 30 y los 50 millones de dólares. La empresa representaba la industria pesquera más grande del país y generaba la mitad de los empleos del sector. A causa de este hecho, los trabajadores ocuparon la plata a lo largo de un año y medio.
En 2015, con un contexto adverso de recesión económica, los realizadores Emiliano Grassi y Ana Gotta decidieron entrar con sus cámaras en una de la fábricas más grandes de Uruguay, la procesadora de pescado FRIPUR, que era ocupada por sus trabajadores ante el cierre inminente anunciado por sus dueños luego de 39 años de funcionamiento.
El film documental Pecera retrata el año de ocupación en Fripur basándose en el testimonio que dan los trabajadores y las paredes mudas de una industria en decadenacia. "Nunca tuvimos interés en contar una historia si no que queríamos mostrar el vínculo entre lo que estaba pasando ahí adentro y la gente", dijo Grassi, director del film.
En total son 960 personas las que quedaron sin trabajo a causa del cierre de Fripur, la industria pesquera más grande del país.
El secretario general del PIT-CNT, Marcelo Abdala, habló ante los trabajadores a la entrada de la planta de procesamiento y responsabilizó a los propietarios por el cierre.
“Esta patronal se sobreendeudó y acumuló deuda que ahora le impiden trabajar. Qué perspectiva tenemos luego de décadas en que los trabajadores, y esto lo vamos a decir con todas las letras, nos vimos enfrentados a una de las patronales más represivas de este país que organizó en vez de una fábrica, un cuartel”, dijo.

## Protagonistas
- Marlen Marrero
- Ramón Dodino
- Verónica Reyes
- Silvia Rodríguez
- Daniel Maciel
- Viviana Bordón